# Pergola

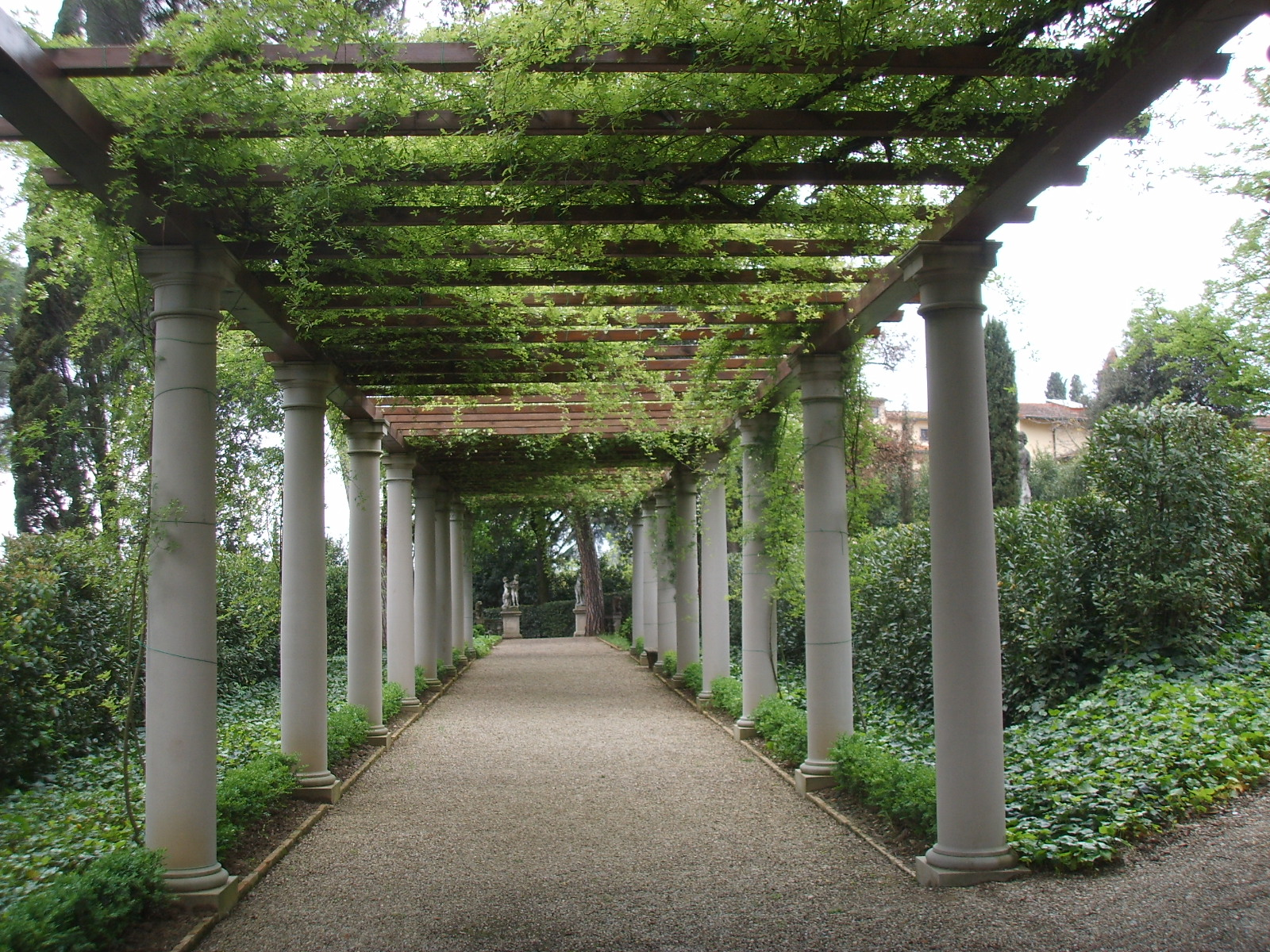
Von Säulen getragene Pergola im Garten der Villa La Pietra bei Florenz

Die Pergola (italienisch zu lateinisch pergula „Vorbau, Anbau“; Plural Pergolen) ist ein raumbildender Pfeiler- oder Säulengang, der ursprünglich im Übergangsbereich zwischen Haus und Terrasse als Sonnenschutz diente. 
Heute werden vielfach freistehende leichte Konstruktionen als Pergola bezeichnet, die zur Gestaltung von Gartenanlagen errichtet werden oder auf öffentlichen Plätzen als Rankgerüst den Stadtraum begrünen.
Allen Pergolatypen ist eigen, dass sie nach oben hin weitgehend offen sind, im Gegensatz zu Laubengang, Gartenlaube oder einem Schattendach. 
Senkrechte Rankkonstruktionen ohne horizontale Elemente werden eher als Rankgerüst, Rankbogen oder Spalier bezeichnet. Als kleine Pergola kann ein Rosenbogen angesehen werden. 

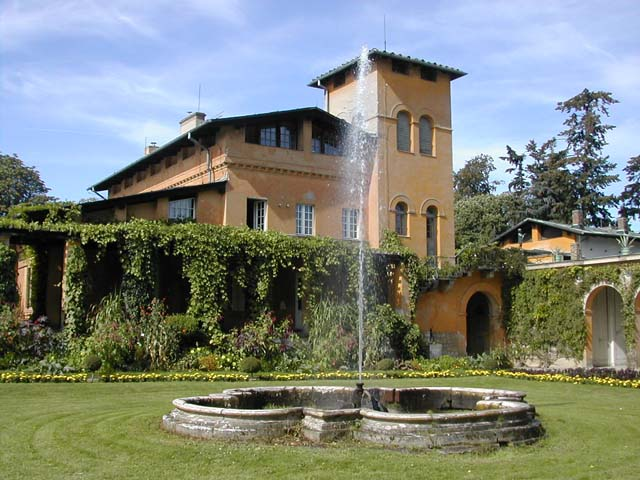
Überwachsene Pergola in den Römischen Bädern, Potsdam

## Pergolen im Mittelmeerraum
Seit der Antike zur Verzierung von Villen beliebt, erfuhr die Pergola insbesondere durch Wiederentdeckung während der Renaissance als klassisches Element des Ziergartens Wertschätzung im Gartenbau.
Im Gegensatz zu einer Gartenlaube stand eine Pergola ursprünglich nicht frei, sondern war mit einem Gebäudeteil verbunden. 
Der Alvarinho, ein portugiesischer Wein, wird häufig auf einer Pergola gezogen.

## Ausführungsarten

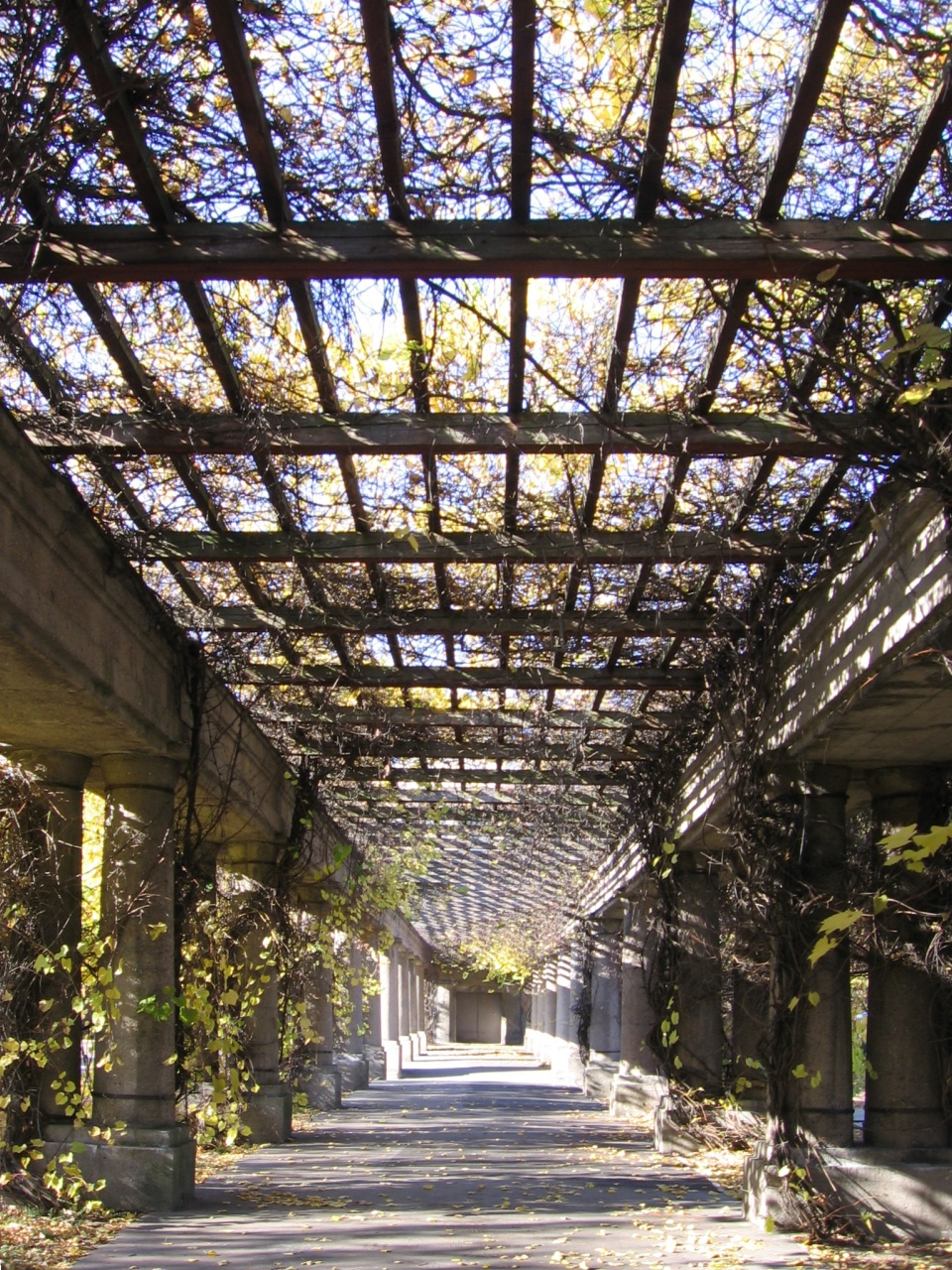
Pergola im Park Szczytnicki in Breslau

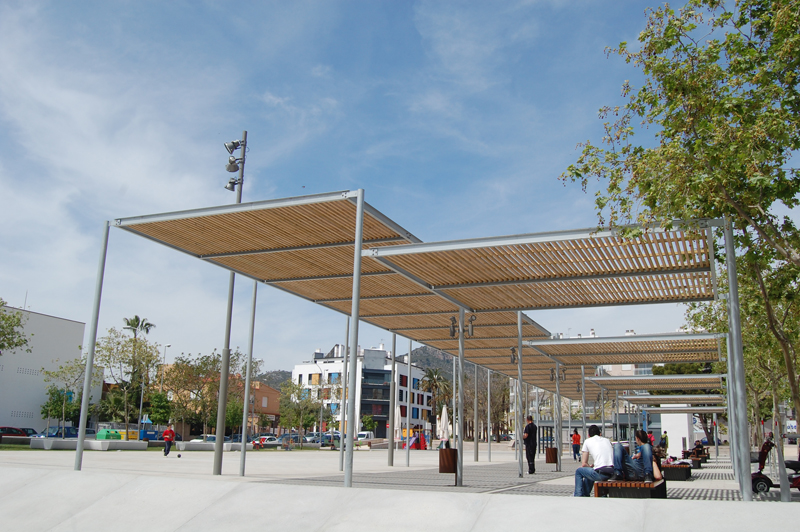
Moderne Pérgola in Benicassim, Spanien

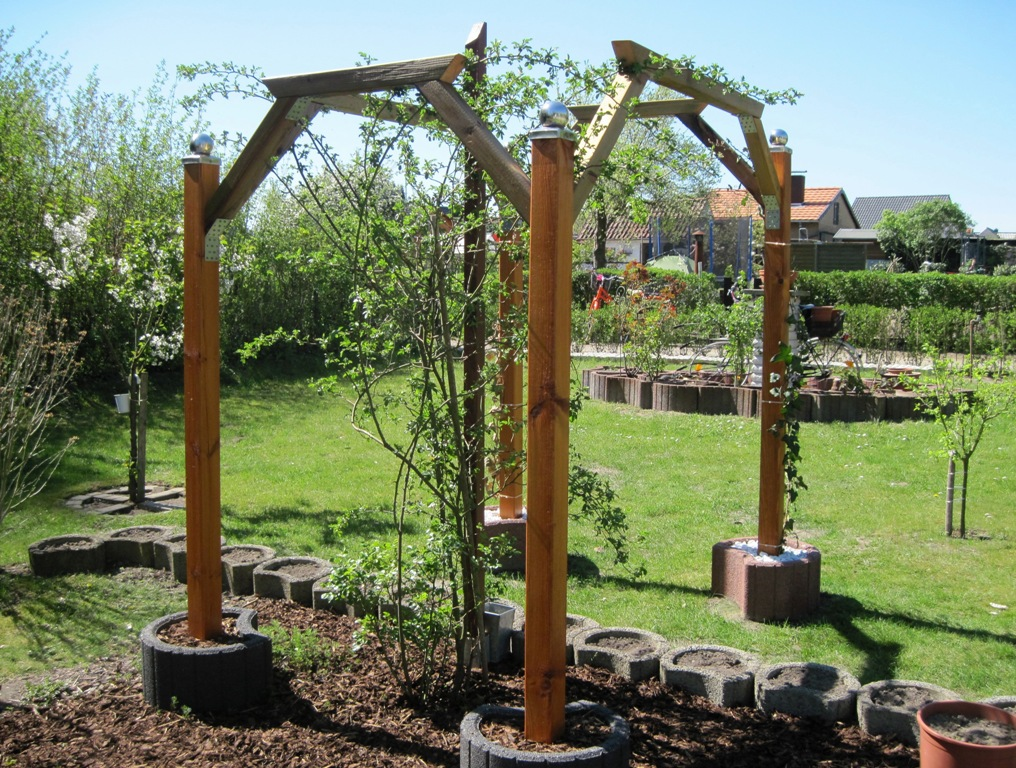
Pergola in einem privaten Garten

Ursprünglich als Rankhilfe gedacht und als Anlehnkonstruktion in der Art eines Spaliers, dient sie oft auch der Betonung und Gliederung von öffentlichen oder privaten Freianlagen als freistehendes Bauwerk oder als Pergolengang. Häufig wird sie verwendet, um eine Terrasse abzugrenzen, teils werden einige der Seiten mit Holz winddicht gestaltet. 
Ursprünglich bestand die Pergola meist aus Holz, inzwischen werden auch Kunststoff und Metall verwendet. Als Pfostenmaterial können eine Aufmauerung, ein einzelner länglicher Stein (Monolithpergola) sowie Holzstützen oder eine Metallträgerkonstruktion dienen. Wichtig ist die solide Fixierung des Pergolafußes, um ein Umwehen oder Abheben der Pergola zu verhindern. 
Je nach Anordnung der waagerechten Elemente bezeichnet man die Pergola als „Kassetten-“ oder „Lamellenpergola“.
Das Erstellen einer ungedeckten oder überdachten Pergola ist in Deutschland, Österreich und der Schweiz häufig genehmigungsfrei.